# Sagrada Familia con los santos Isabel y Juan Bautista

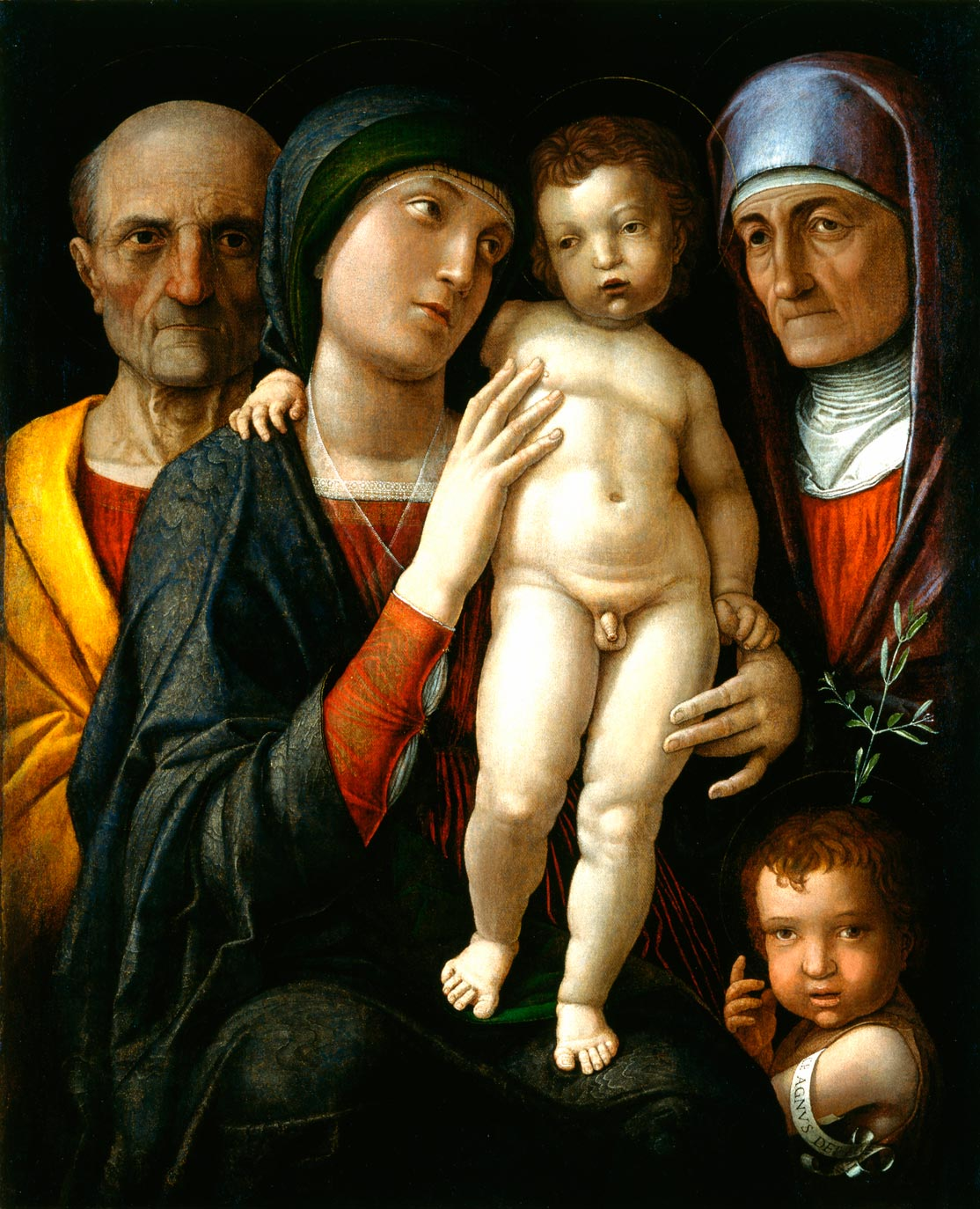
Sagrada Familia con Santa Isabel y San Juan Bautista, Andrea Mantegna.

La Sagrada Familia con los santos Isabel y Juan Bautista es una pintura al temple sobre lienzo de Andrea Mantegna, datada hacia 1495-1500. Mide 75,5 cm por 61,5 cm y se encuentra en la Gemäldegalerie de Dresde.

## Historia
Las imágenes devocionales pintadas en sus últimos años por Mantegna ven desaparecer todo elemento arquitectónico o anecdótico para evitar que el espectador se distraiga en elementos superfluos, y los fondos se oscurecen, como en este caso. Concentra los personajes de su Presentación en el Templo en un espacio más pequeño para producir un trabajo creado para la devoción privada. A la izquierda de la Virgen y el niño está San José y a la derecha Santa Isabel y Juan el Bautista. El anciano José y el pequeño Juan miran de frente directamente al espectador. El pintor seguiría regresando a la escena en varias copias y variantes, incluyendo una ahora en el Museo de Castelvecchio en Verona, otra en el Museo Jacquemart-André de París y otra más en la Galleria Sabauda en Turín.